# Svetlana Koroliova
Svetlana Koroliova (en russe: Светлана Королёва), née le 12 février 1983 à Petrozavodsk en RSFS de Russie, est un mannequin russe couronnée Miss Russie 2002 et Miss Europe 2002.